# La Colonne brisée (Poirier)
Ne doit pas être confondu avec La Colonne brisée (Kahlo).
Colonne brisée un type de monument aux morts de la guerre de 14-18.
La Colonne brisée est une sculpture monumentale représentant une colonne de 40 mètres partiellement écroulée, réalisée par Anne et Patrick Poirier et installée en 1984 sur l'aire des Suchères de l'A89 sur le territoire de Chabreloche, dans le département du Puy-de-Dôme, en France.

## Description
La colonne est composée de douze anneaux de béton armé de cinq mètres de diamètre. Ils sont recouverts de marbre noir et vert. La partie de la colonne qui n'est pas à terre mesure environ 10 mètres de haut,.